# Амиров, Расим Закирович
Расим Закирович Амиров (28 февраля 1923, Буздяк, Башкирская АССР — 1995, Уфа) — терапевт, почётный академик Академии наук Республики Башкортостан (1991), доктор медицинских наук (1968), профессор (1970). Изобретатель СССР (1977).

## Биография
Расим Закирович Амиров родился 28 февраля 1923 года в деревне Буздяк Буздякского района БАССР. Воспитанием внука занимались его дедушка и бабушка в деревне Нигматуллино Альшеевского района БАССР.
После школы Расим Закирович поступил и с отличием окончил 1-й Московский медицинский институт, потом аспирантуру Всесоюзного ушного института по специальности физиология, занимаясь изучением последствий воздействия ионизирующего излучения на обоняние.
После аспирантуры Р. З. Амиров работал с 1952 г. в Москве в Центральном НИИ оториноларингологии, с 1960 г. в НИИ сердечно-сосудистой хирургии имени А. Н. Бакулева, с 1964 г. — в НИИ питания при АМН СССР, с 1985 г. он заведовал отделением клинической физиологии Центрального НИИ курортологии и физиологии.
Р. Амиров — доктор медицинских наук (1964 г.), профессор (1970 г.).
Профессор Р. З. Амиров внес большой вклад в изучение электрического поля сердца с помощью предложенного им метода электрокардиотопографии, разработал методики картирования потенциалов сердца.
Р. З. Амировым показал, что возбуждение миокарда желудочков характеризуется круговым движением диполя с образованием полюсов вращения, максимумов зон перекрытия или зон разрыва кругового движения в зависимости от объёма движения диполя, выдвинул концепцию асимметрии диполя, которая важна для диагностики и разработки теории диполя.
Р. З. Амиров изобрел «Способ исследования электрического поля сердца», что позволило создать аппараты «Кардиаг», для картирования потенциалов сердца. За это ему был вручен нагрудный знак «Изобретатель СССР».
В 1995 году Р. З. Амиров был избран почетным академиком АН РБ (отделение медицинских наук АН РБ).

## Труды
За разработанные способы картирования потенциалов сердца он получил 11 авторских свидетельств на изобретения.
Под руководством Р. Амирова защищено 38 диссертаций, из них 4 докторские и 34 кандидатские диссертации.
Рамиров входил в состав редакции международного журнала по электрокардиологии.
В 1989 г. он был избран Элект-Президентом на 1990 и 1991 годы, а 1987 г. приглашался университетами (Вашингтон, Дюрен и Кливленд), а в 1990 — в город Барселону (Испания) для чтения лекций в университетах.

## Награды
Памятная медаль и диплом чешского физиолога Эдварда Бабака — награда Чехословацкой академии
Медаль основателя электрокардиографии В. Эйнтховена (1977).